# Campeonato Minuano de Fútbol 2010
El Campeonato Minuano de Fútbol 2010 o simplemente Minuano 2010 llevó el nombre de Julio Romualdo Santana fue el tormeo organizado por la Liga Minuana de Fútbol de Lavalleja que se llevó a cabo en la segunda mitad del año. En el mismo participaron 10 de equipos de la ciudad de Minas, 1 de Solís de Mataojo y otro de Villa del Rosario.
El modo de disputa fue de dos fases, la primera fue de liga donde clasifican a la fase de play-off los siete mejores de la tabla además del Club Atlético Estación (Minas) que tenía su participación asegurada en calidad de campeón de la edición anterior sumando así 8 clubes. Los campeones de cada fase serían los finalistas, pero debido a que Guaraní Sarandí ganó ambas competiciones se quedó con el título y no fue necesario la final de campeonato.

## Primera fase: liga
Participaron 12 clubes: Estación, Solís, Granjeros, Wanderers La Curva, Guaraní-Sarandí, Nacional, Lavalleja, Las Delicias, Olimpia, Lito, Barrio Olímpico y Sportivo Minas.
Se disputaron 11 fechas en las cuales todos los equipos se enfrentaron entre sí una sola vez.

### Posiciones
| Puesto | Equipo             | Pts | PJ | PG | PE | PP | GF | GC | Dif |
| ------ | ------------------ | --- | -- | -- | -- | -- | -- | -- | --- |
| 1°     | Guaraní Sarandí    | 26  | 11 | 8  | 2  | 1  | 22 | 9  | +13 |
| 2°     | Solís de Mataojo   | 23  | 11 | 7  | 2  | 2  | 22 | 10 | +12 |
| 3°     | Estación           | 21  | 11 | 6  | 3  | 2  | 26 | 8  | +18 |
| 4°     | Barrio Olímpico    | 19  | 11 | 6  | 1  | 4  | 21 | 16 | +5  |
| 5°     | Olimpia            | 17  | 11 | 5  | 2  | 4  | 15 | 14 | +1  |
| 6°     | Las Delicias       | 17  | 11 | 5  | 2  | 4  | 11 | 13 | -2  |
| 7°     | Lavalleja          | 16  | 11 | 4  | 4  | 3  | 16 | 16 | 0   |
| 8°     | Granjeros          | 15  | 11 | 3  | 6  | 2  | 15 | 7  | +8  |
| 9°     | Nacional           | 14  | 11 | 3  | 5  | 3  | 21 | 18 | +3  |
| 10°    | Sportivo Minas     | 13  | 11 | 4  | 1  | 6  | 22 | 23 | -1  |
| 11°    | Lito               | 3   | 11 | 1  | 0  | 10 | 7  | 28 | -21 |
| 12°    | Wanderers La Curva | 0   | 11 | 0  | 0  | 11 | 8  | 44 | -36 |

|  | Clasificados a la eliminatoria |

|  | Clasificado a la eliminatoria en calidad de campeón 2009 |

## Segunda fase: play-off
Los siete mejores de la primera fase y Estación pasaron a cuartos de final y las llaves fueron: Guaraní Sarandí y Granjeros; Solís de Mataojo y Lavalleja; Estación y Las Delicias; Barrio Olímpico y Olimpia. Cada llave se definió con partidos de ida y vuelta y en los casos de igualdad de puntos se definió por penales.

### Cuadro
|  | Cuartos de final             | Cuartos de final             | Cuartos de final             |   |                  | Semifinales          | Semifinales          | Semifinales          |  |  | Final                | Final                | Final                |
|  | 10, 11, 13 y 14 de noviembre | 10, 11, 13 y 14 de noviembre | 10, 11, 13 y 14 de noviembre |   |                  | 18 y 21 de noviembre | 18 y 21 de noviembre | 18 y 21 de noviembre |  |  | 24 y 28 de noviembre | 24 y 28 de noviembre | 24 y 28 de noviembre |
|  |                              |                              |                              |   |                  |                      |                      |                      |  |  |                      |                      |                      |
|  | Guaraní Sarandí              | 3                            | 2                            |   |                  |                      |                      |                      |  |  |                      |                      |                      |
|  | Granjeros                    | 3                            | 1                            |   |                  |                      |                      |                      |  |  |                      |                      |                      |
|  | Granjeros                    | 3                            | 1                            |   | Guaraní Sarandí  | 3                    | 0                    |                      |  |  |                      |                      |                      |
|  |                              |                              |                              |   | Guaraní Sarandí  | 3                    | 0                    |                      |  |  |                      |                      |                      |
|  |                              | Estación                     | 0                            | 0 |                  |                      |                      |                      |  |  |                      |                      |                      |
|  | Estación                     | Estación                     | 0                            | 0 | 1                | 0                    |                      |                      |  |  |                      |                      |                      |
|  | Estación                     |                              |                              |   | 1                | 0                    |                      |                      |  |  |                      |                      |                      |
|  | Las Delicias                 | 0                            | 0                            |   |                  |                      |                      |                      |  |  |                      |                      |                      |
|  |                              |                              |                              |   |                  |                      |                      |                      |  |  | Guaraní Sarandí      | 2                    | 2                    |
|  |                              |                              | Barrio Olímpico              | 2 | 0                |                      |                      |                      |  |  |                      |                      |                      |
|  | Solís de Mataojo             | 1                            | 0                            |   |                  |                      |                      |                      |  |  |                      |                      |                      |
|  | Lavalleja                    | 0                            | 0                            |   |                  |                      |                      |                      |  |  |                      |                      |                      |
|  | Lavalleja                    | 0                            | 0                            |   | Solís de Mataojo | 1                    | 2                    |                      |  |  |                      |                      |                      |
|  |                              |                              |                              |   | Solís de Mataojo | 1                    | 2                    |                      |  |  |                      |                      |                      |
|  |                              | Barrio Olímpico              | 1                            | 3 |                  |                      |                      |                      |  |  |                      |                      |                      |
|  | Barrio Olímpico              | Barrio Olímpico              | 1                            | 3 | 3                | 0 (4)                |                      |                      |  |  |                      |                      |                      |
|  | Barrio Olímpico              |                              |                              |   | 3                | 0 (4)                |                      |                      |  |  |                      |                      |                      |
|  | Olimpia                      | 1                            | 4 (2)                        |   |                  |                      |                      |                      |  |  |                      |                      |                      |

### Finales de la eliminatoria
| 24 de noviembre de 2010 | Guaraní Sarandí                                 | 2:2 | Barrio Olímpico                        | Estadio Juan Antonio Lavalleja, Minas |                              |
|                         | Carlos Tapia 17' · Juan Ignacio de Barbieri 48' |     | Pablo Muniz 12' · Fabián Hernández 37' | Árbitro(s): Israel Rodríguez          | Árbitro(s): Israel Rodríguez |

| 28 de noviembre de 2010 | Barrio Olímpico | 0:2 | Guaraní Sarandí                         | Estadio Juan Antonio Lavalleja, Minas |                            |
|                         |                 |     | Juan Ignacio de Barbieri 20' y 28(pen)' | Árbitro(s): Nelson Navarro            | Árbitro(s): Nelson Navarro |

| Campeón Guaraní Sarandí |
| Primer título           |

## Clasificación a laCopa El País2011
|   | Equipo          | Clasificado como |
| - | --------------- | ---------------- |
| 1 | Guaraní Sarandí | Campeón 2010     |
| 2 | Barrio Olímpico | Vicecampeón 2010 |

Nota: Guaraní Sarandí obtuvo en el 2010 el primer título como fusionado y el octavo si se cuentan los 6 ganados por Guaraní más 1 por Sarandí antes de la fusión